# 未明文学賞
未明文学賞（みめいぶんがくしょう）は、児童文学者小川未明による未明文学会が児童文学の評価と推進を目的に創設した賞。
未明の晩年であった1958年から、亡くなる年の1961年までのわずか3年間のみ続けられた。
奨励賞のみの選考が多いことから未明文学奨励賞、小川未明文学奨励賞とも呼ばれる。

## 受賞作
- 第1回（1958年）
  - 石森延男「コタンの口笛」
- 第2回（1959年）
  - 奨励賞：宮口しづゑ「ゲンと不動明王」
- 第3回（1960年）
  - 塚原健二郎「風と花の輪」
  - 奨励賞：花岡大学「かたすみの満月」
- 第4回（1961年）
  - 奨励賞：椋鳩十「大空に生きる」
- 第5回（1961年）
  - 奨励賞：おおえひで「南の風の物語」